# نادي أو إف كيه بيوغراد
نادي أو إف كيه بيوغراد لكرة القدم (بالصربية:ОФК Београд) نادي كرة قدم صربي يلعب في الدرجة الممتازة . تم تأسيس النادي في سنة 1911 .